# Pierre Robert
Pierre Robert (Louvres, Illa de França, 1618 - Melun, Illa de França, 30 de desembre de 1699) fou un eclesiàstic i compositor francès.
Feu els estudis en la capella de la catedral de Noyon (Picardia) i després entrà en el Seminari, ordenant-se com a sacerdot el 1637.
Posteriorment aconseguí una plaça de cantor en l'església Saint-Germain-l'Auxerrois, de París i, per acabar, fou nomenat mestre de la música del rei i abat de Sant Pere de Melun.
Deixà les col·leccions Motets et élévations (París, 1679) i Motets compongués pour la chapelledu roi (París, 1684).